# PSI5
PSI5 (Peripheral Sensor Interface 5; deutsch „periphere Sensorschnittstelle 5“) ist eine digitale Schnittstelle für Sensoren.
PSI5 basiert auf einer Zweidrahtleitung und wird in der Automobilelektronik zum Anschluss ausgelagerter Sensoren an elektronische Steuergeräte eingesetzt. Unterstützt werden Punkt-zu-Punkt- und Buskonfigurationen mit asynchroner und synchroner Kommunikation.

## Funktion
PSI5 arbeitet nach dem Prinzip der Stromschnittstelle mit Modulation eines Sendestroms zur Datenübertragung auf die Versorgungsleitung. Durch den relativ hohen Signalstrom von 26 mA und die Bitkodierung im Manchester-Code wird eine hohe Störsicherheit erreicht, wodurch der Einsatz einer kostengünstigen, verdrillten Zweidrahtleitung zur Verkabelung ausreichend ist.
Datenworte bestehen aus jeweils zwei Startbits, 8 bis 24 Datenbits und einem Paritätsbit oder 3-Bit CRC (Zyklische Redundanzprüfung).

## Standardisierung
Mit der Zielsetzung eines offenen Standards ging PSI5 aus bestehenden, proprietären Entwicklungen der Firmen Autoliv, Robert Bosch GmbH und Continental AG hervor. Eine erste gemeinsame Veröffentlichung erfolgte im Rahmen der Messe „Sensor“ in Nürnberg im Mai 2005. Weitere Unterstützung erhielt die Standardisierung im Sommer 2006 durch Siemens VDO sowie seit 2007 durch Freescale und TRW.